# Better Days (singel OneRepublic)
„Better Days” – singel amerykańskiego zespołu OneRepublic, który ukazał się 25 marca 2020 roku. Utwór pochodzi z nadchodzącego albumu grupy zatytułowanego Human i powstał w oparciu o sytuację epidemiczną na świecie w 2020 roku. 
22 maja 2020 roku grupa wydała wersję piosenki „Better Days” nagraną wspólnie z argentyńskim raperem Khea. 28 maja ukazała się wersja piosenki nagrana z włoskim zespołem Negramaro. 

## Powstanie i promocja utworu
W związku z sytuacją epidemiczną na świecie, od 18 marca Ryan Tedder, wokalista zespołu oraz wiolonczelista, Brent Kutzle przebywając na dobrowolnej kwarantannie regularnie organizowali akustyczne koncerty za pośrednictwem swojego konta na Instagramie, tym samym zachęcając do pozostania w domu. Podczas koncertów Ryan zapowiedział wydanie utworu „Better Days”, który powstał w oparciu o obecne wydarzenia. Zespół wykonał utwór przedpremierowo podczas koncertu Dive Bar Tour Home Edition organizowanego przez Bud Light za pośrednictwem Facebooka. Utwór „Better Days” oficjalnie został wydany 25 marca 2020 roku.

Ryan Tedder powiedział o powstaniu utworu: 

„Byliśmy na końcu prac nad naszym piątym albumem, gdy Światowa Organizacja Zdrowia ogłosiła stan pandemii. Część z nas miała styczność z osobami zarażonymi koronawirusem w Londynie, więc rozpoczęliśmy kilkutygodniową kwarantannę w Los Angeles w moim studio. Zostały nam dwie piosenki do ukończenia. Jedną z nich było „Better Days”. Piszemy o prawdziwych doświadczeniach i wydarzeniach, które dzieją się w tym momencie – tak dzieje się, gdy tworzysz piosenkę w czasach kryzysu”.

Zespół ogłosił, że do września 2020 część zysków ze sprzedaży i streamingu „Better Days” zostanie przekazana na rzecz funduszu COVID-19 Relief Fund powołanego przez MusiCares, który ma wspierać muzyków dotkniętych obecną sytuacją.
Utwór „Better Days” został wykorzystany w kampanii NBC oraz reklamie Jeepa Drive Forward 12 kwietnia 2020 zespół zagrał utwór dla słuchaczy radia RMF FM w ramach akcji #Koncerty z dużego pokoju. 17 kwietnia zespół wystąpił w programie The Ellen DeGeneres Show.

## Teledysk
Wraz z oficjalnym wydaniem utworu, 25 marca 2020 zespół ogłosił, że zamierza wydać teledysk do utworu. Wokalista Ryan Tedder za pośrednictwem Instagrama zachęcał wszystkich fanów do dzielenia się filmikami opowiadającymi w jaki sposób spędzają czas w domu podczas kwarantanny, jak dbają o swoje zdrowie, gotują, w jaki sposób pozostają w kontakcie z rodziną i przyjaciółmi, jak bawią się ze swoimi pupilami, itd. Lider OneRepublic prosił również, aby w miarę możliwości, w bezpieczny sposób, fani pokazywali okolice, w której mieszkają – widok pustych ulic, nagrania z balkonu, bądź tarasu, po to, aby pokazać jak sytuacja wygląda w różnych częściach świata. 
13 kwietnia 2020 ukazał się oficjalny teledysk do utworu. Klip został wyreżyserowany przez grupę oraz Josha Ricks

## Pozycje na listach i certyfikaty

### Notowania tygodniowe
| Kraj/Region              | Notowanie (2020)    | Najwyższa pozycja |
| ------------------------ | ------------------- | ----------------- |
| Kanada                   | Digital Songs Sales | 11                |
| Nowa Zelandia            | Hot 40 Singles      | 29                |
| Stany Zjednoczone        | Digital Songs Sales | 11                |
| Szwajcaria               | Singles Top 100     | 53                |
| Włochy (feat. Negramaro) | Top Singoli         | 38                |

### Certyfikaty
| Kraj/region | Wydawca | Certyfikat      | Źródło |
| ----------- | ------- | --------------- | ------ |
| Australia   | ARIA    | Złota płyta     | [ 15 ] |
| Włochy      | FIMI    | Platynowa płyta | [ 16 ] |